# Odra (Kulpa)
Az Odra egy folyó Horvátországban, a Kulpa bal oldali mellékvize.

## Leírása
Az Odra-folyó forrása nincs pontosan meghatározva. A meliorációs munkák előtt forrásvizének a Lomnica-patakot tekintették, amely a Plješivica keleti lejtőin 240 m magasságban fakad. A meliorációs és árvízvédelmi munkálatok során a Lomnica folyását lényegesen megváltoztatták, így a patak ma Mraclin falunál a Száva-Odra-csatornába ömlik. A Száva-Odra-csatorna végül Veleševec falu közelében ömlik az Odrába. 
Ma a folyó forrásának a Donji Podotčje és a Poljana Čička közötti területet tekintik, ahol több helyi patak, a Kosnica, a Ribnica és a Siget folyik egybe. Ezek a patakok a száraz időszakokban kiszáradnak, ezért a folyó vízmennyisége akkor jóval kisebb. Magának az Odrának a folyását hatodik kilométerénél a Száva-Odra csatornája szakítja meg. Vizei Čička Poljanában, az Odra-szifon közelében meliorációs csatornává válnak és csak részben jutnak át a csatornába. Maga a csatorna a Veleševec közelében található Száva-Odra kifolyó csatornához csatlakozik. A kifolyó csatornától délre az Odra folyása szinte zavartalan. A Turopolje Büntetésvégrehajtási Intézet közelében a mederből a kavicsot kitermelték, ami mesterséges tavak kialakulásához vezetett. Ezt követően a folyó bejut a Turopoljski lug erdeibe, és a kifolyó csatorna torkolatán kívül 38 km-es áramlása zavartalan marad. Mivel a folyó forrása és a torkolata közötti magasságkülönbség kevesebb, mint 3 méter a folyó hajlamos kilépni a medréből. A Čička Poljana és a torkolat felé vezető úton a folyó a jobb oldalról több mellékfolyót kap, amelyek közül a legfontosabbak a Buna és a Lekenik patakok, amelyek a Vukomerići-dombságban erednek.
A folyó a Čička Poljana közelében lévő új forrásától a torkolatáig körülbelül 45 km hosszú. Ha azonban a Lomnica-patakot továbbra is az Odra fő forráspatakjának tekintjük, akkor a folyó teljes hossza körülbelül 83 km, vízgyűjtő területe pedig 604 km2. Átfolyik a síkságon, az erdő szélén, illetve az erdőn keresztül. A Száva-Odra csatornától Odra Sisačka falucskáig az út mentén nincsenek települések. 

## Állatvilág
Az Odramente vadon élő állatokban is gazdag (hódok, halak, mocsári teknősök, vízisiklók), rejtett helyeken áramló vize számos erdei állatot táplál, többek között vaddisznókat, szarvasokat, őzeket és rókákat. Az Odransko polje nedves rétjei jelentik a haris (Crex crex) legfontosabb fészkelési területét Horvátországban és Európában, az ártéri kocsányos tölgyesek pedig a rétisas (Haliaeetus albicilla) élőhelyei.

## Fordítás
- Ez a szócikk részben vagy egészben  az   Odra (Hrvatska) című horvát Wikipédia-szócikk ezen változatának fordításán alapul.  Az eredeti cikk szerkesztőit annak laptörténete sorolja fel. Ez a jelzés csupán a megfogalmazás eredetét és a szerzői jogokat jelzi, nem szolgál a cikkben szereplő információk forrásmegjelöléseként.